# Bernard Gagné
Pour les articles homonymes, voir Gagné.
Bernard Gagné (né le 14 novembre 1910 à Sorel, Québec et mort le 4 février 1986 dans la même ville) est un marchand et homme politique québécois. Il est député de Richelieu pour l'Union nationale de 1948 à  1952 et de 1956 à 1960.

## Biographie
Né à Sorel, le 14 novembre 1910, fils de Jean-Baptiste Gagné, marchand et homme d'affaires, et d'Aléda Saint-Martin, Bernard Gagné fait ses études au collège Mont-Saint-Bernard à Sorel, ainsi qu'aux collèges Sainte-Marie et Loyola de Montréal.
Il travaille comme marchand, d'abord pour son père, et dirige son épicerie ainsi que son commerce de grains et de farine de 1931 à 1948. Il s'intéresse également au journalisme et devient propriétaire du Progrès du Richelieu en 1948.
Très impliqué au sein de l'Union nationale, il devient le premier vice-président de l'aile jeunesse du parti en 1948. Aux élections de cette année, il est élu dans la circonscription de Richelieu. Aux élections 1952, il est défait par le libéral Gérard Cournoyer. Aux élections suivantes, il est réélu député et devient whip adjoint. Il conserve ses fonctions jusqu'aux élections de 1960. Il est défait à nouveau en 1960 par Gérard Cournoyer. Il se représente sans succès en 1962.
Il tente de se faire élire à deux autres reprises. Il se porte candidat progressiste-conservateur dans la circonscription de Richelieu aux élections fédérales de 1968, mais sans succès. Il se porte également candidat à la maire de Sorel en 1970, encore une fois, sans succès.
Il meurt à Sorel le 4 février 1986, à l'âge de 75 ans.